# ATRIAS
Az Assume The Robot Is A Sphere (ATRIAS) az Oregoni Állami Egyetem Dinamikus Robotok Intézete által épített kétlábú robot. Felügyelet mellett három mérföld per óra (öt kilométer per óra) sebességgel képes járni. Kültéri mozgásképességét először 2015 áprilisában próbálták ki, majd június 5–6-án bemutatták a DARPA Robotics Challenge-en. A leggyorsabb kétlábú robotot szeretnék kifejleszteni, ezért kialakításánál a tyúkokat és más, életüket főképp a talajon töltő szárnyasokat vették alapul.

## Fordítás
- Ez a szócikk részben vagy egészben  az   ATRIAS című angol Wikipédia-szócikk ezen változatának fordításán alapul.  Az eredeti cikk szerkesztőit annak laptörténete sorolja fel. Ez a jelzés csupán a megfogalmazás eredetét és a szerzői jogokat jelzi, nem szolgál a cikkben szereplő információk forrásmegjelöléseként.